# Dolany (Plzeň-sever)
Dolany é uma comuna checa localizada na região de Plzeň, distrito de Plzeň-sever.